# Nezara
Nezara (лат.) — род клопов семейства настоящие щитники.

## Описание
Среднего размера и крупные клопы длиной 9—18 мм. Тело имеет преимущественно зелёную окраску. Усики состоят из пяти члеников, первый членик короткий и толстый, второй членик вдвое толще и длиннее первого, третий членик немного длиннее второго; четвёртый и пятый примерно равны и немного длиннее третьего. Хоботок четырёх сегментированный, доходящий практически до основания брюшка. Девятый сегмент брюшка самца отчетливо виден. Для многих видов рода характерен полиморфизм окраски, который зависит от условий окружающей среды.

## Биология
Многие представители рода являются полифагами. Вид Nezara viridula, опасным вредителем культурных растений

## Классификация
В состав рода включают 12 видов ныне живущих видов и два известных по ископаемым остаткам из эоценовых отложений Франции.
- Nezara antennata Scott, 1874
- Nezara capicola (Westwood, 1837)
- Nezara immaculata Freeman, 1940
- † Nezara latitesta Theobald, 1937[3]
- † Nezara subtropicalis Piton 1935[3]
- Nezara mendax Breddin, 1908
- Nezara naspirа (Dallas, 1851)
- Nezara niamensis (Distant, 1890)
- Nezara orbiculata Distant, 1890
- Nezara robusta Distant, 1898
- Nezara similis Freeman, 1940
- Nezara soror Schouteden, 1905
- Nezara viridula (Linnaeus, 1758)
- Nezara yunnana Zheng, 1982

## Кариотип
В диплоидном наборе исследованных видов (Nezara antennata, Nezara viridula) насчитывается семь пар хромосом.

## Распространение
Представители рода встречаются преимущественно в Афротропике. Один вид (Nezara viridula) является космополитом. Nezara antennata в Ориентальной области и Японии и Nezara yunnana в Ориентальной области.